# Attelage trois-points

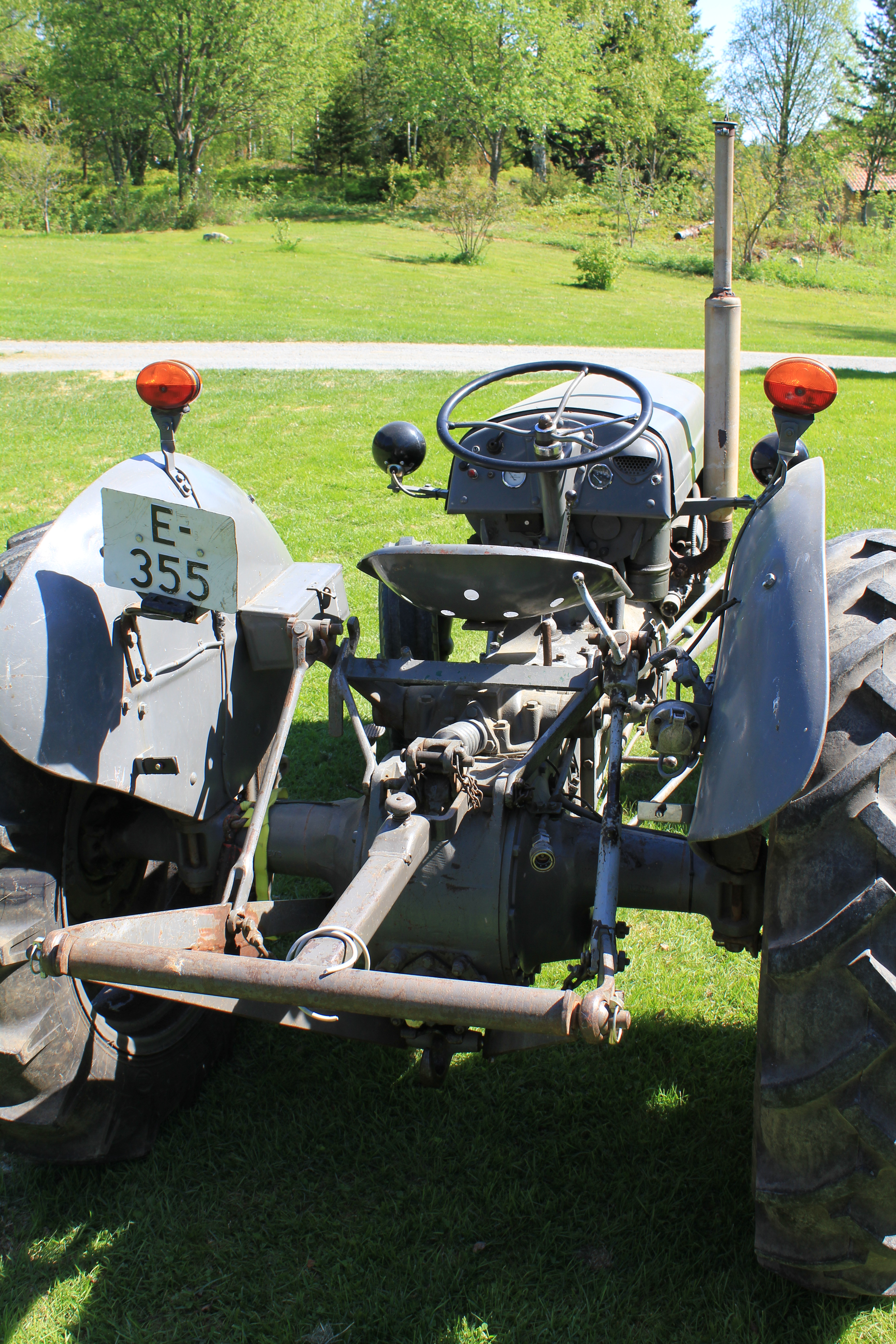
Tracteur Te 20 et son relevage trois-point produit à partir de 1945. L'attelage est ici muni d'un système de blocage de hauteur absent sur les tracteurs modernes.

L'attelage trois-points est un système d'attelage permettant de relier une machine agricole portée ou semi-portée comme une charrue à un tracteur agricole. Le système d'attelage trois-points constitue une des seules manières statiquement déterminées de relier le tracteur à l'outil ou parfois deux outils entre eux, avec le triangle d'attelage. Les outils accrochés à l'attelage peuvent être soit portés, soit remorqués (outil semi-porté) par le tracteur. Ce système ressemble à un triangle ou à la lettre A.  Cet attelage semi-rigide permet un report de poids important sur les roues arrière du tracteur, ce qui améliore leur adhérence. Le tracteur isolé n'a plus besoin d'être aussi lourd que s'il était prévu pour un attelage libre bien qu'il faille prévoir des masses avant amovibles supplémentaires ; il est devenu ainsi moins coûteux. C'est ce qui détermina le succès du tracteur TE20 familièrement appelé Petit-gris, qui fut le premier à être pourvu d'un attelage de ce type suffisamment pratique.

## Composants

### Description

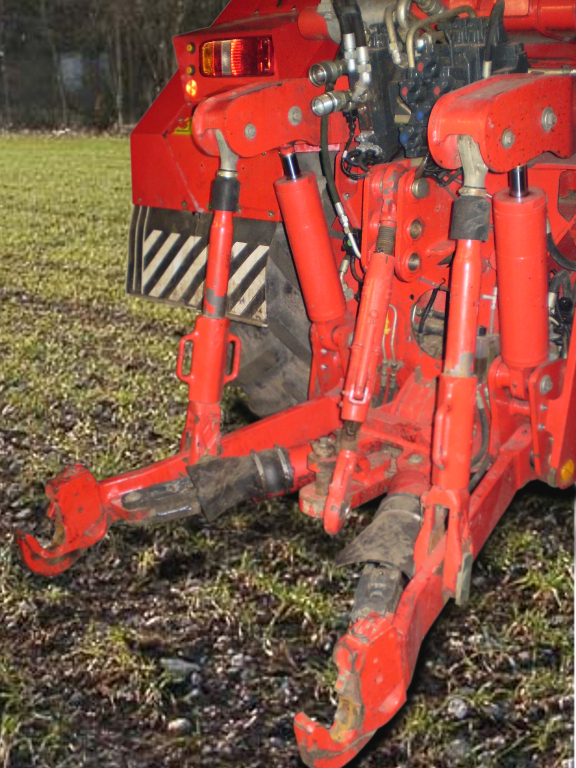
Attelage trois-points standard ; la barre de point haut, appelée parfois barre de poussée, est ici pendante en l'absence d'outil. L'extrémité des bras inférieurs comporte ici un trou échancré permettant un attelage semi-automatique. Les stabilisateurs sont les barres noires placées à l'intérieur des bras inférieurs.

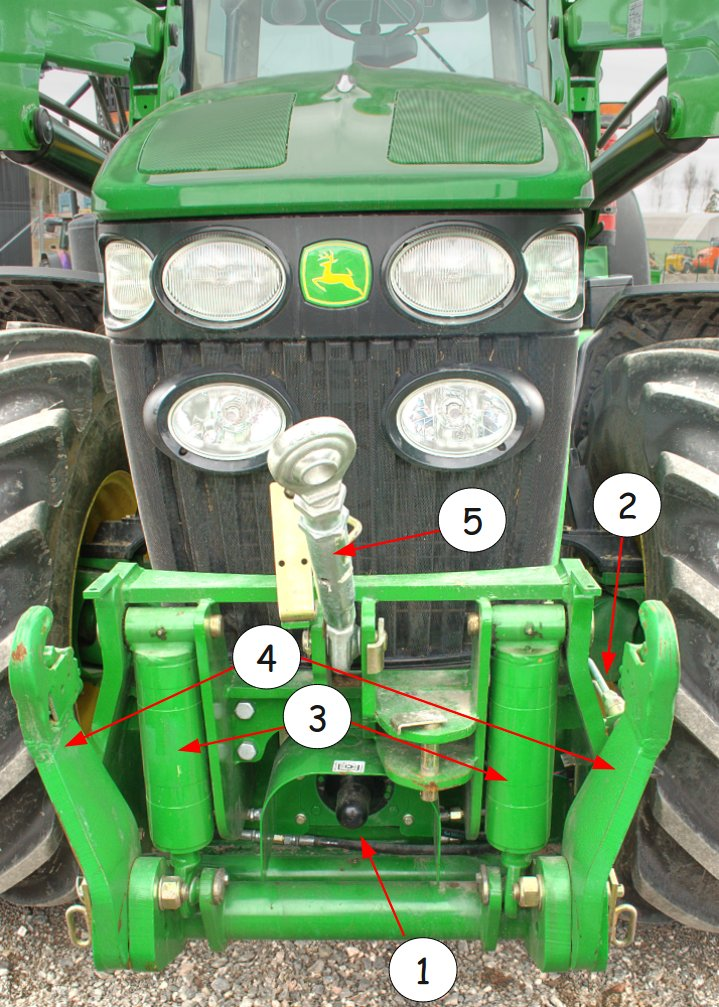
Attelage trois-points avant :
1 : prise de force
2 : mâchoire d'attelage
3 : vérins de levage
4 : bras de levage escamotables
5 : barre de poussée

Schéma d'un attelage 3 points : 1 – bras de levage
2 – barre de poussée
3 - chassis du tracteur
4 – vérin de levage (peut être placé aussi à l'intérieur du chassis)
5 – chandelle de levage réglable en hauteur
6 - bras inférieur
7 – boule pivotante de réduction dans le crochet (attelage semi-automatique).

L'attelage trois-points est constitué de plusieurs composants travaillant ensemble. Il s'agit notamment du système hydraulique du tracteur, des points d'attelage, des bras de levage et des stabilisateurs.
Les attelages trois-points sont composés de trois bras mobiles ; les deux bras extérieurs - les bras de levage - sont mus par le système hydraulique, et permettent la montée, la descente et l'inclinaison de l'outil. Le bras central - ou bras supérieur, barre de poussée ou encore troisième  point - est mobile, mais n'est généralement pas alimenté par le circuit hydraulique du tracteur cependant sa longueur peut dans certains cas être réglée hydrauliquement. Chaque bras comprend un dispositif de fixation de l'outil.
Chaque bras d'attelage est muni à son extrémité d'un trou de fixation recevant une boule pivotante où s'emboîtent une des broches de fixation de l'outil. Le verrouillage est assuré en plaçant des goupilles à l'extrémité des tenons.

### Système de commande
Les bras de levage sont mus par le système hydraulique du tracteur et commandés par le conducteur, qui dispose généralement de plusieurs paramètres de réglage (contrôle d'effort ou de position, vitesse de descente des outils).

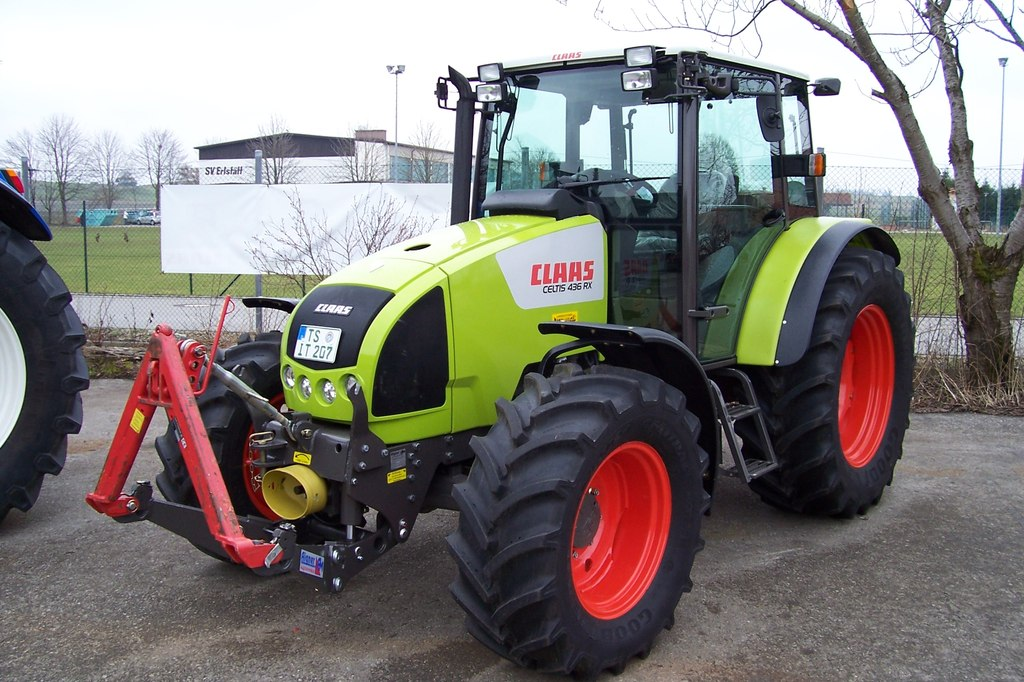
Attelage 3-points avant ; l'appareillage en rouge fixé sur le relevage est un triangle d'attelage rapide. Ce système peut aussi être placé sur le relevage arrière.

Le principal avantage du système d'attelage trois-points est de transférer le poids et l'effort de l'outil sur les roues arrière du tracteur. Pour cela, les deux bras inférieurs ou le point supérieur sont fixés sur une console déformable faisant ressort et pouvant induire en temps réel une modification de la position des bras inférieurs suivant l'effort de traction imposé. Ce système était entièrement hydromécanique dans l'invention de Harry Ferguson ; il est aujourd'hui généralement informatisé. Il constituait un progrès notable en adhérence pour les tracteurs légers à deux roues motrices. Cet avantage est à relativiser pour les tracteurs actuels à quatre roues motrices et lourdes masses avant qui de plus tirent plus souvent des outils semi-portés.

## Catégories

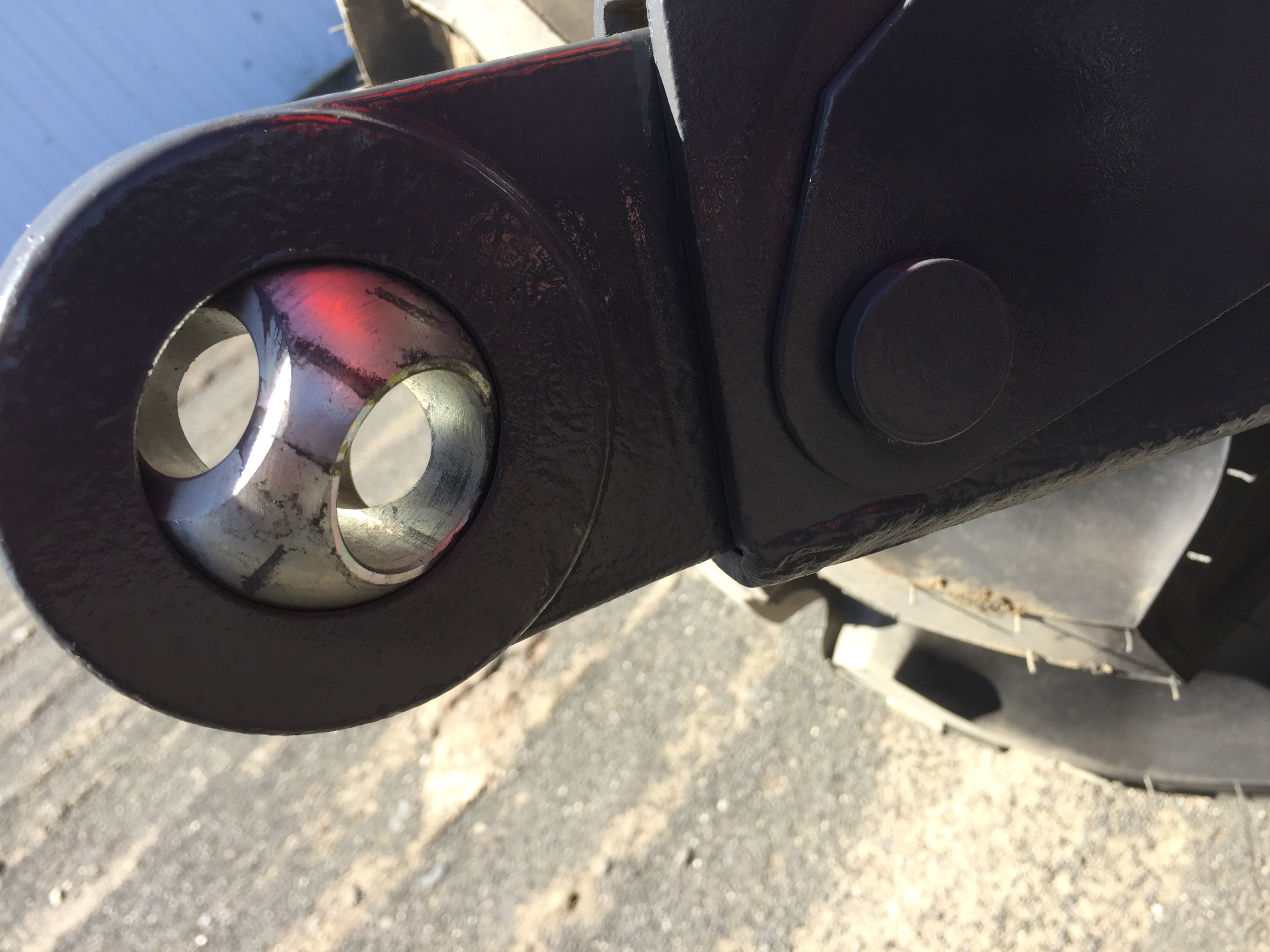
Extrémité d'un bras inférieur avec sa boule pivotante ; celle-ci est compatible avec des broches de catégorie 1 ou 2.

Il existe plusieurs types différents, ou catégories, d'attelages. Les attelages de catégorie supérieure ont des bras de relevage plus robustes et des broches de verrouillage plus grandes. Il y a une certaine flexibilité dans la correspondance entre la puissance du tracteur (kW ou CV) et les différentes catégories. Les dimensions du "triangle" que forme les trois points de l'attelage et la distance de la prise de force varient également en fonction de la catégorie.
| Catégorie | Puissance du tracteur          | Diamètre des broches du bras supérieur | Diamètre des broches des bras de levage | Distance entre les points d'attelages des bras inférieurs | Distance entre l'extrémité de la prise de force et le centre du point d'attelage inférieur (à l'horizontale). |
| --------- | ------------------------------ | -------------------------------------- | --------------------------------------- | --------------------------------------------------------- | --- |
| 1N        | Jusqu'à 35 kW - 47,5 CV        | 3/4 in - 19,3 mm                       | 7/8 in - 22,4 mm                        | 436 mm                                                    | de 300 à 375 mm                                                                                               |
| 1         | Jusqu'à 48 kW - 65 CV          | 3/4 in - 19,3 mm                       | 7/8 in - 22,4 mm                        | 718 mm                                                    | de 500 à 575 mm                                                                                               |
| 2         | de 30 à 92 kW - 41 à 125 CV    | 1 in - 25,7 mm                         | 1 1/8 in - 28,7 mm                      | 870 mm                                                    | de 550 à 625 mm                                                                                               |
| 3         | de 60 à 185 kW - 81 à 251 CV   | 1 1/4 in - 32 mm                       | 1 7/16 in - 37,4 mm                     | 1 010 mm                                                  | de 575 à 675 mm                                                                                               |
| 4         | de 110 à 350 kW - 150 à 476 CV | 2 1/8 in - 45,2 mm                     | 2 in - 51 mm                            | 1 224 mm                                                  | de 575 à 675 mm                                                                                               |

## Histoire
Harry Ferguson a breveté l'attelage trois-points pour des tracteurs agricoles en Grande-Bretagne en 1926. Son mérite ne réside pas dans l'invention de l'appareil, mais dans la prise de conscience de l'importance d'une fixation rigide de la charrue au tracteur et réglable pendant le travail. On lui attribue également plusieurs innovations dans ce dispositif (contrôle hydraulique de la profondeur de travail ou contrôle de l'intensité de l'effort de traction au choix) qui en ont fait un système pratique, efficace, le Ferguson system, qui s'est généralisé sur le marché des tracteurs. La commande hydraulique de l'attelage trois-points a repris un projet d'outil monté pour modérer la profondeur de travail et par conséquent la charge du tracteur.
Avant les années 1960, chaque constructeur avait son propre système d'accrochage des outils au tracteur. Le plus répandu était le système à deux points, qui ne permettait pas de relever de nombreux outils. À cette époque, les agriculteurs devaient acheter des instruments de la même marque que leur tracteur pour pouvoir les atteler correctement, ou se procurer des kits d'adaptation souvent malcommodes, délicats à ajuster, voire dangereux.
Dans les années 1960, les constructeurs de tracteurs auraient pu s'accorder pour faire de l'attelage trois-points le système standard d'attelage des tracteurs. À l'échéance des brevets concernés, les fabricants furent en mesure d'apporter modifications utiles au système. Actuellement, presque tous les constructeurs ont adopté des formes standardisées de l'attelage trois-points moderne ; de nombreuses entreprises proposent des kits d'adaptation sans danger pour la conversion des systèmes d'attelage non standards.